# آلن کواترمین و شهر گمشده طلا
آلن کواترمین و شهر گمشده طلا (به انگلیسی: Allan Quatermain and the Lost City of Gold) یک فیلم کمدی و ماجراجویی آمریکایی محصول ۱۹۸۶ به کارگردانی گری نلسون که در ۱۸ دسامبر ۱۹۸۶ در آلمان غربی و در ۳۰ ژانویه ۱۹۸۷ در ایالات متحده اکران شد. این فیلم بر اساس رمان آلن در سال ۱۸۸۷ ساخته شده‌است. این فیلم دنباله‌ای بر فیلم معادن شاه سلیمان (فیلم ۱۹۸۵) محسوب می‌شود.
نقش آلن کواترمین توسط ریچارد چمبرلین و نقش جسی هیوستون توسط شارون استون تکرار می‌شود که برای این نقش نامزد دریافت جایزه تمشک طلایی بدترین بازیگر زن شد.

## داستان
«آلن کواترمین» بعد از ناپدید شدن برادرش رابسون در ماجرایی تحقیق در آفریقا دربارهٔ یک قبیله افسانه ای تصمیم می‌گیرد دنبال او بگردد و از سرنوشتش خبری بگیرد بعد از رسیدنش به شهر گمشده طلا را پیدا می‌کنند و…

## باکس آفیس
این فیلم در اولین هفته اکران خود در رتبه هفتم باکس آفیس قرار گرفت و ۲ میلیون دلار به دست آورد. این فیلم یک ناامیدی باکس آفیس بود، یکی از چندین مورد که منجر به گزارش ضرر توسط شرکت گروه کانن در اوایل سال ۱۹۸۷ شد.

## پاسخ انتقادی
به گزارش راتن تومیتوز، این فیلم دو نقد مثبت و یک نقد منفی دریافت کرده‌است.